# 勝野金政
勝野 金政（かつの きんまさ、1901年4月9日 - 1984年1月13日）は、日本の作家・思想家である。パリ、モスクワに滞在中フランス共産党員、ソ連共産党員として活動し、大粛清に遭遇してラーゲリに収容されながら、日本への帰国を果たした。21世紀においては、大粛清に対する先駆的批判者として「日本のソルジェニーツィン」と紹介されることもある。

## 生涯

### 共産党入党
長野県木曽郡読書村（現南木曽町）に生まれる。島崎藤村とは旧知であり、若いころから文学に憧れた。1914年旧制愛知一中に入学。1919年早稲田大学に入学し、フランス文学、ロシア文学を専攻する。在学中の1924年（大正13年）、フランスに留学、パリ大学で学び、フランス共産党に入党した。党の反軍雑誌『カザヌ（兵営）』を、平野義太郎を通じ、労働運動や共産党運動のレポートと一緒に野坂参三の産業労働調査所に送ったりもした。蠟山政道との関係で知り合った平野を、勝野は党本部へ連れていったが、東京帝国大学助手として留学していた彼は入党しなかったという。
1928年（昭和3年）、パリ警視庁に逮捕され、「好ましからざる外国人として」、国外追放を命ぜられた。ドイツのフランクフルトに行き、フランス共産党本部に手紙を出してロシアに行きたいと希望した。許可がおりると、旧知のウィットフォーゲルの助言を得て、ベルリンの共産党本部を訪問。そこで千田是也に会い、東大から来ていた国崎定洞、有沢広巳とも知り合いになった。堀江邑一や福本和夫もいた。ベルリンにはこうした「日本人赤色グループ」があった。
同年3月にモスクワに到着し、まず片山潜に挨拶に行き、佐野博、高橋貞樹、相馬一郎などに紹介された。元は著名な貴族の邸宅であったというモップル（国際赤色救援会）の宿舎に住むことになり、やがて全連邦共産党（のちのソビエト連邦共産党）に移籍する。講演や原稿料で生活していたが、「日本の若いコミュニストたちのイメージでは、ロシアこそは自分達の夢が実現した地上天国であったにちがいないが、実際に現地に行ってみると大変な違いだ」と、「割り切れない気持ちになることが多くなった」という。勝野の入国当時、ソ連にいた日本共産党関係者がコミンテルンに対して、「ブルジョア出身で非労働者のうえ面識もない」という理由で勝野が国際レーニン学校や東方勤労者共産大学に入学するのに反対するとともに日本に送還するべきだとする内容の文書を送っていたことがソビエト連邦の崩壊後に明らかになっている。
半年後にモスクワ東洋学専門学校で日本語と歴史を教えるようになり（佐野学も日本近代史を教えた）、陸軍大学の日本語教師で東洋学専門学校の講師をも兼ねていたアー・ゲー・ポポフと知り合い、彼の家に招かれて、話を聞くようになるが、その2ヵ月ほどのちに、ポポフ教授が反革命容疑で検挙された。

### 逮捕と投獄
当時、片山の手伝いをしたため、周囲からは片山の個人秘書と思われていた。片山と相談して、コム・アカデミー（共産主義大学）に入学を希望し、パスした直後、入学許可証をもらいに行く途中の道路でゲー・ペー・ウー（GPU）に逮捕され、投獄された。GPUの本部の建物からブッテルスキー監獄の雑居房に移される。スパイ容疑でソ連刑法第58条第6項に該当するという逮捕理由を示され、尋問が始まる。GPUとの協力を断ったことなど、数々の疑惑が示された。国崎定洞の紹介で片山を頼ってきた根本辰（ねもと・とき）という『無産者新聞』にも関わったことのある青年（京都帝国大学出身）を世話したことも、疑惑の一つになっていた。片山と山本懸蔵とは対立関係にあり、党員でない根本を特別高等警察（特高）のスパイと疑って、モスクワで勉強させることはできないと山本は決定していた。勝野はコーカサスに静養中の片山に連絡をして、根本に対する処置への対応に当たっていた。勝野の逮捕には山本が関わっていたとみられる。
ゲー・ペー・ウーの疑惑を認める書類に対して署名を拒否した勝野は、「昨日までわれわれは社会主義国家であると胸を張っていた。その社会主義国家の内面はどうだ？罪のない党員が何の保障も警告もなく、野良犬のように、野蛮極まりなき男どもにとっつかまって牢にぶちこまれ、思いもよらぬ汚名を着せられ地獄の責苦を受けなければならない……」と怒りのやり場もなかった。監房は第一次五カ年計画の強行に伴い、収監者ですし詰めになっていった。寒い冬が過ぎて1930年が終わり、ついにハンガー・ストライキを宣言、独房に移され13日後に気絶して、病院に運ばれて回復した。
再び監獄に戻され、1932年に入って「5ヵ年の自由剥奪・強制労働」という判決を受けた。トラックに詰め込まれ、30両連結の囚人貨車列車に乗り換え、ウラル山脈を越え、ラーゲリに入れられる。一時病院に収容された勝野はラーゲリを出て国営農場での農作業に使役され、その後再び囚人列車で西に向かい、フィンランドに近いムルマンスク、ベル・バルト集中ラーゲリで、白海・バルト海運河掘削の労働に使役される。怪我をして、その病院で助医の資格を得、少し楽な生活を送ることができた。

### 帰国
やがて5年の刑が3年半に短縮され、1934年（昭和9年）6月に釈放されたが、モスクワに戻ると状況はすっかり変わっていた。片山は死に、援助を頼める人はいなかった。モスクワに住むことは許されず、郊外のトゥーラに行ったが飢饉であり、日本大使館の酒匂秀一一等書記官によりかくまってもらう。大使館がソ連政府に交渉した結果パスポートは発行され、単独でシベリア鉄道で満州里に着いた。「これでほんとうに助かったのだという実感がはじめて湧いた」という。帰国後、特高で取調べを受けたが、証拠不十分で起訴猶予となり、釈放された。その後、勝野は参謀本部嘱託として、ソ連関係の仕事をしている。同時に、ソ連での自らの体験を伝える多くの文書を執筆した。これについて富山大学名誉教授の藤井一行は「スターリン体制告発の世界的先駆者」と評している。
戦後、勝野は地元の南木曽に戻り、製材業を営んだ。死去前年に記した遺言には、「レフ・トルストイのヒューマニズムとジャン・ジョレスのインターナショナルをよりどころとしてきた。これらは今後も人間の理想として受け継がれていくだろう」（大意）という言葉が記されている。

### 没後
1989年、勝野に対する罪は不当であったという判断が下される。死後の1996年、ロシア政府により名誉が回復された。遺族の要請により、1997年にロシア連邦より名誉回復証明書が発行された。2014年4月、モスクワのソルジェニーツィン記念亡命ロシア人会館にて「勝野金政没後30年記念展」が開催された。

## 著書
- 『赤露脱出記』日本評論社、1934年
- 『故片山潜秘書勝野金政手記・ソ聯邦脱出記--入党から転向まで』日露通信社出版部、1934年
- 『ソヴェト・ロシヤ今日の生活』千倉書房、1935年
- 『二十世紀の黎明　第1部 巴里』第一書房、1936年
- 『ソヴェート滞在記』千倉書房、1937年
- 『藤村文学・人と風土』木耳社、1972年
- 『凍土地帯―スターリン粛清下での強制収容所体験記』吾妻書房、1977年